# 1658 w muzyce
Wydarzenia muzyczne w 1658 roku.

## Urodzili się
- 22 kwietnia – Giuseppe Torelli, włoski altowiolista, skrzypek, pedagog i kompozytor (zm. 1709)